# Erna Steuri
Erna Steuri (ur. 22 kwietnia 1917 w Grindelwald, zm. 25 listopada 2001 tamże) – szwajcarska narciarka alpejska, brązowa medalistka mistrzostw świata.
Wzięła udział w mistrzostwach świata w Innsbrucku w 1936 roku, gdzie zajęła szóste miejsce w zjeździe oraz piąte w slalomie i kombinacji. Na rozgrywanych rok później mistrzostwach świata w Chamonix zajmowała kolejno piąte miejsce w zjeździe, ósme w slalomie oraz ponownie piąte w kombinacji. Podczas mistrzostw świata w Engelbergu w 1938 roku wywalczyła brązowy medal w slalomie. W zawodach tych wyprzedziły ją jedynie Christl Cranz z III Rzeszy oraz inna Szwajcarka, Nini von Arx-Zogg. Na tej samej imprezie była też piąta w zjeździe oraz kombinacji. Wystartowała także w mistrzostwach świata w Zakopanem w 1939 roku, gdzie zjazdu nie ukończyła, a w slalomie była dziesiąta.
Brała również udział w igrzyskach olimpijskich w Garmisch-Partenkirchen w 1936 roku, kończąc rywalizację w kombinacji na czwartej pozycji. Walkę o podium przegrała tam z Lailą Schou Nilsen z Norwegii.

## Osiągnięcia

### Igrzyska olimpijskie
| Miejsce | Dzień    | Rok  | Miejscowość            | Konkurencja | Czas biegu | Strata    | Zwyciężczyni  |
| ------- | -------- | ---- | ---------------------- | ----------- | ---------- | --------- | ------------- |
| 4.      | 8 lutego | 1936 | Garmisch-Partenkirchen | Kombinacja  | 97,06 pkt  | -4,70 pkt | Christl Cranz |

### Mistrzostwa świata
| Miejsce | Dzień     | Rok  | Miejscowość | Konkurencja | Wynik     | Strata    | Zwyciężczyni     |
| ------- | --------- | ---- | ----------- | ----------- | --------- | --------- | ---------------- |
| 6.      | 21 lutego | 1936 | Innsbruck   | Zjazd       | 4:45,0    | +40,2     | Evelyn Pinching  |
| 5.      | 24 lutego | 1936 | Innsbruck   | Slalom      | 2:17,1    | +12,2     | Gerda Paumgarten |
| 5.      | 24 lutego | 1936 | Innsbruck   | Kombinacja  | 465,6 pkt | +53,7 pkt | Evelyn Pinching  |
| 5.      | 13 lutego | 1937 | Chamonix    | Zjazd       | 5:17,0    | +43,4     | Christl Cranz    |
| 8.      | 15 lutego | 1937 | Chamonix    | Slalom      | 2:29,2    | +27,0     | Christl Cranz    |
| 5.      | 15 lutego | 1937 | Chamonix    | Kombinacja  | 511,0 pkt | +78,4 pkt | Christl Cranz    |
| 5.      | 5 marca   | 1938 | Engelberg   | Zjazd       | 3:32,2    | +22,4     | Lisa Resch       |
| 3.      | 6 marca   | 1938 | Engelberg   | Slalom      | 2:51,9    | +7,2      | Christl Cranz    |
| 5.      | 6 marca   | 1938 | Engelberg   | Kombinacja  | 352,0 pkt | +26,0 pkt | Christl Cranz    |
| DNF     | 12 lutego | 1939 | Zakopane    | Zjazd       | 3:25,24   | –         | Christl Cranz    |
| 10.     | 15 lutego | 1939 | Zakopane    | Slalom      | 2:36,3    | +1:11,2   | Christl Cranz    |